# Kabinett Hiranuma
Das Kabinett Hiranuma (jap. 平沼内閣, Hiranuma naikaku) regierte Japan unter Führung von Premierminister Hiranuma Kiichirō vom 5. Januar 1939 bis 30. August 1939.
| Amt                                     | Name                                 | Kammer (Wahlkreis) | Fraktion |
| --------------------------------------- | ------------------------------------ | ------------------ | -------- |
| Premierminister                         | Hiranuma Kiichirō                    |                    |          |
| Außenminister                           | Arita Hachirō                        |                    |          |
| Innenminister                           | Kido Kōichi                          |                    |          |
| Finanzminister                          | Ishiwata Sōtarō                      |                    |          |
| Heeresminister                          | Itagaki Seishirō                     |                    |          |
| Marineminister                          | Yonai Mitsumasa                      |                    |          |
| Justizminister                          | Shiono Suehiko                       |                    |          |
| Kultusminister                          | Araki Sadao                          |                    |          |
| Minister für Landwirtschaft und Forsten | Sakurauchi Yukio                     |                    |          |
| Minister für Industrie und Handel       | Hatta Yoshiaki                       |                    |          |
| Minister für Kommunikation              | Shiono Suehiko bis 7. April 1939     |                    |          |
| Minister für Kommunikation              | Tanabe Harumichi bis 30. August 1939 |                    |          |
| Eisenbahnminister                       | Maeda Yonezō                         |                    |          |
| Kolonialminister                        | Hatta Yoshiaki bis 7. April 1939     |                    |          |
| Kolonialminister                        | Koiso Kuniaki bis 30. August 1939    |                    |          |
| Minister für Wohlfahrt                  | Hirose Hisatada                      |                    |          |
| Minister ohne Geschäftsbereich          | Konoe Fumimaro                       |                    |          |

## Andere Positionen
| Amt                        | Name                               |
| -------------------------- | ---------------------------------- |
| Chefkabinettssekretär      | Tanabe Harumichi bis 7. April 1939 |
| Chefkabinettssekretär      | Ōta Kōzō bis 30. August 1939       |
| Leiter des Legislativbüros | Kurozaki Teizō                     |